# 탐앤탐스
탐앤탐스(TOM N TOMS)는 대한민국의 커피 전문 체인점이다.

## 역사
- 1999년에 서울 압구정에서 시작한 커피샵으로, 지점들을 늘리기 시작했다.
- 2004년 주식회사 탐앤탐스가 설치되었다.

## 특징
탐앤탐스는 2007년에 대한민국 "빈 블레스 (Bean Bless)"라는 커피 로스팅 하우스에서 품질 좋은 최상급 원두를 공급받는다

## 지점
현재로서 대한민국에 455점, 태국에 28점, 미국에 11점, 몽골에 8점, 중국에 6점, 호주, 필리핀, 싱가포르에 1점으로 운영한다. 국내에선 서울에 170점이 있으며, 부산에는 48점이 위치되어 있다. 탐앤탐스는 해외 출장한 3년 이후로서 600지점들을 세울 계획이라고 발표했다 (현재로선 497지점).

## 본점 및 지점 현황[2]
- 본점: 서울특별시 광진구 아차산로 426, 4층 (구의동, 재성빌딩)
- 탐앤탐스 더 클래식 압구정로데오점: 서울특별시 강남구 선릉로 823, 1층 (신사동, 한양타운)
- 정자역점: 경기도 성남시 분당구 성남대로331번길 3-3, 101,102,103,104호 (정자동)
- 압구정본점: 서울특별시 강남구 논현로163길 10, 1층 (신사동, 베드로빌딩)
- 율동공원점: 경기도 성남시 분당구 문정로 138 (율동)
- 도봉산입구점: 서울특별시 도봉구 도봉산4길 4-13, 1,2층 (도봉동)
- 난곡사거리점: 서울특별시 관악구 남부순환로 1474, 1층 (신림동)
- 탐스커버리 건대점: 서울특별시 광진구 아차산로 236, 1층,2층,3층,4층 (자양동)
- 블랙 압구정점: 서울특별시 강남구 언주로172길 11, 1층 (신사동)
- 영등포시장역점: 서울특별시 영등포구 영중로 58, 1층 (영등포동5가)
- 탐스커버리 화성행궁점: 경기도 수원시 팔달구 정조로 820, 1~2층 (팔달로1가)
- 일원점: 서울특별시 강남구 개포로140길 30, 1층 (일원동)
- 겟풀: 경기도 남양주시 화도읍 북한강로 1496, 1-2층
- 블랙 파드점: 경기도 남양주시 화도읍 북한강로 1494, 1-2층
- 대구 삼성라이온즈 파크점: 대구광역시 수성구 야구전설로 1, 2층 (연호동)
- 대구 삼성라이온즈 파크점 A: 대구광역시 수성구 야구전설로 1, 3층 (연호동)
- 대구 삼성라이온즈 파크점 B: 대구광역시 수성구 야구전설로 1, 3층 (연호동)
- 서울대입구점: 서울특별시 관악구 관악로 173, 2층, 3층 (봉천동)
- 탐스바베큐: 경기도 남양주시 화도읍 북한강로 1498
- 탐앤탐스 로스터리점: 경기도 남양주시 화도읍 북한강로1115번길 1
- 블랙 마시안점: 인천광역시 중구 마시란로 109, 1-2층 (덕교동)
- 지점1(명칭없음): 경기도 남양주시 진접읍 금곡리 966-2
- 라운지 당구장: 서울특별시 광진구 아차산로 236, 지하1층 (자양동)
- 지점2(명칭없음): 경기도 평택시 신장로 121-7, A동 406호 (신장동)
- 라운지탐탐: 서울특별시 광진구 동일로20길 105-2, 1-2층 (자양동)
- 총체보리한우 수라간: 경기도 남양주시 화도읍 북한강로 1492, 1층
- 덕성여대점: 서울특별시 강북구 삼양로 547, 1층-2층 (우이동)
- 총체보리한우 푸줏간(잘랐소): 경기도 남양주시 화도읍 북한강로 1492, 1층
- 겟풀 율동공원점: 경기도 성남시 분당구 문정로 138, 지하1층 (율동)
- 라운지탐탐 서울대입구점: 서울특별시 관악구 관악로 173, 3층 (봉천동)
- 라운지탐탐 화성행궁점: 경기도 수원시 팔달구 정조로 820, 2층 (팔달로1가)
- 창동본점: 서울특별시 도봉구 노해로 285 (창동)
- 블랙 그레이트점 앤 와인탐탐: 서울특별시 광진구 아차산로 426, 1층,2층,3층,4층 (구의동)
- 라운지탐탐갤러리 그레이트점: 서울특별시 광진구 아차산로 426, 지층 (구의동)
- 도이치오토월드점: 경기도 수원시 권선구 권선로 308-5, 1층 144호 (고색동, 도이치오토월드)
- 도이치오토월드본점: 경기도 수원시 권선구 권선로 308-5, 1층 121호,122호 (고색동, 도이치오토월드)
- 김포 운양역점: 경기도 김포시 김포한강1로 240, 제블루동 119호,120호,212호,213호 (운양동)
- 탐앤탐스 AK플라자 광명점: 경기도 광명시 양지로 17, 지하2층 08호 (일직동)
- 와인탐탐 AK플라자 광명점: 경기도 광명시 양지로 17, 지하1층 41호 (일직동)
- 탐앤탐스 시립대로미디어점: 서울특별시 동대문구 서울시립대로 58, 1,2층 (전농동)
- 거여점: 서울특별시 송파구 오금로 543, 1-2층 (거여동)